# 집시 로즈 리

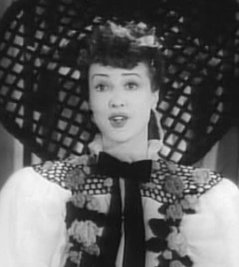

집시 로즈 리(Gypsy Rose Lee, 1911년 1월 9일 ~ 1970년 4월 26일)는 미국의 배우, 각본가, 스트리퍼, 텔레비전 배우, 영화배우, 연극 배우이다.
시애틀에서 태어났으며 로스앤젤레스에서 폐암으로 사망하였다.

## 영화
- 어라운드 더 월드 오브 마이크 토드 (1968년)
- 스트리퍼 (1963년)
- 집시 (1962년)
- 에버글레이즈에 부는 바람 (1958년)
- 바그다드의 아가씨들 (1952년)
- 돌 페이스 (1946년)
- 벨 오브 더 유콘 (1944년)
- 벌레스크의 여인 (1943년)
- 스테이지 도어 캔틴 (1943년)
- 샐리, 아이린 앤 메리 (1938년)
- 마이 럭키 스타 (1938년)
- 유 캔트 해브 에브리씽 (1937년)